# Алекса Вольських
Алєка Вольських українська письменниця народилася в Криму в березні 28-го 1979 року. Закінчила Таврійський Екологічний Інститут у місті Сімферополь по спеціалізації журналіст. Згодом почала працювати в бібліотеці для дітей та юнацтва, і спробували себе в рекламній та видавничій галузях — випробувала різні професії: журналіста, художника-оформлювача, дизайнера. Хоча найбільшим натхненням було письменництво. В дуже ранньому віці в 13 років написала перші твори. З часом після публікації книги "Міла Рудик і Чаша Місячного світла" в авторки з'явилися шанувальники її творчості. Серію про Мілу Рудик Алєка доповнила книгами - "Загадка сфінкса", "Кристал Фобоса", "Руїни Харакса", "Магічний Синод", "Таємниця Шостого Адепта".

## Видавалось
- Міла Рудник і Чаша Місячног Світла. — Київ : Фактор, 2011. — 544 с.
- Міла Рудик і кристал Фобоса. — Київ : Фактор, 2012. — 384 с.